# 영화 목록/ㄹ
| #  | ㄱ  | ㄴ | ㄷ | ㄹ | ㅁ | ㅂ |
| ㅅ | ㅇ  | ㅈ | ㅊ | ㅋ | ㅌ | ㅍ |
| ㅎ | A~Z |    |    |    |    |    |

다음은 'ㄹ'자로 시작하는 영화 목록이다.

## 라-럐
- 라디오 스타 (2006년)
- 라따뚜이 (2007년)
- 라라랜드 (2016년)
- 라이언 (2016년)
- 라이언 일병 구하기 (1998년)
- 라이프 (2015년)
- 라이프 오브 브라이언 (1979년)
- 라이프 오브 파이 (2013년)
- 라쇼몽 (1951년)
- 라스트 스탠드 (2013년)
- 라스트 사무라이 (2003년)
- 램페이지 (2018년)
- 랭고 (2011년)

## 러-례
- 러브 액츄얼리 (2003년)
- 러브 인 프로방스 (2014년)
- 러빙 빈센트 (2017년)
- 런던 해즈 폴른 (2016년)
- 레고 무비 (2014년)
- 레고 무비 2 (2019년)
- 레고 배트맨 무비 (2017년)
- 레드 (2010년)
- 레디 플레이어 원 (2018년)
- 레 미제라블 (2012년)
- 레버넌트: 죽음에서 돌아온 자 (2015년)
- 레슬러 (2018년)
- 레옹 (1994년)
- 레이더스 (1981년)
- 레이디 버드 (2017년)
- 레이디와 트램프 (1955년)
- 레지던트 이블 (2002년)
- 레지던트 이블 2 (2004년)
- 레지던트 이블 3: 인류의 멸망 (2007년)
- 레지던트 이블 4: 끝나지 않은 전쟁 (2010년)
- 레지던트 이블 5: 최후의 심판 (2012년)
- 레지던트 이블: 파멸의 날 (2017년)
- 레퀴엠 (2000년)
- 레퀴엠 (2001년)
- 레퀴엠 (2006년)
- 렛 더 선샤인 인 (2018년)
- 렛 미 인 (2008년)

## 로-료
- 로건 (2017년)
- 로그 원: 스타워즈 스토리 (2016년)
- 로마 (1972년)
- 로마 (2018년)
- 로마의 휴일 (1953년)
- 로보캅 (1987년)
- 로보캅 (2014년)
- 로보캅 2 (1990년)
- 로보캅 3 (1993년)
- 로보트 태권브이 (1976년)
- 로봇, 소리 (2016년)
- 록키 (1976년)
- 록키 호러 픽쳐 쇼 (1975년)
- 롤라 런 (1998년)

## 루-류
- 루시 (2014년)
- 루시드 드림 (2017년)

## 르-리
- 리미트리스 (2011년)
- 리브 어게인 (2017년)
- 리얼 (2017년)
- 리얼 스틸 (2011년)
- 링 (1998년)
- 링 (1999년)
- 링 (2002년)
- 링 (2012년)
- 링 0: 버스데이 (2000년)
- 링 2 (1999년)
- 링 2 (2005년)
- 링: 라센 (1998년)
- 링컨 (2012년)